# Dương Văn Minh
Dương Văn Minh (16 tháng 2 năm 1916 – 6 tháng 8 năm 2001), là một trong những nhân vật chính trị và quân sự quan trọng của Việt Nam Cộng hòa trong thời kỳ Chiến tranh Việt Nam. Ông từng là tướng lĩnh cấp cao của Quân lực Việt Nam Cộng hòa (QLVNCH) và đảm nhiệm nhiều vai trò lãnh đạo, trong đó có chức Tổng thống Việt Nam Cộng hòa cuối cùng trước thời điểm Sài Gòn thất thủ năm 1975. Ông thường được báo chí phương Tây gọi là "Big Minh" (Minh Lớn), bắt nguồn từ thể hình cao lớn nổi bật của ông, với chiều cao khoảng 1,83 m và cân nặng xấp xỉ 90 kg.
Sinh tại tỉnh Tiền Giang, thuộc vùng Đồng bằng sông Cửu Long miền Nam Việt Nam, Dương Văn Minh bắt đầu gia nhập quân đội Pháp trong Thế chiến II. Trong thời kỳ Nhật Bản chiếm đóng Đông Dương, ông bị quân đội Đế quốc Nhật Bản bắt giữ và tra tấn. Sau khi được trả tự do, ông tiếp tục phục vụ trong Quân đội Quốc gia Việt Nam do Pháp hậu thuẫn và từng trải qua thời gian bị Việt Minh giam giữ trước khi trốn thoát. Năm 1955, sau khi Việt Nam bị chia cắt, Dương Văn Minh đóng vai trò quan trọng trong việc củng cố quyền lực của Thủ tướng Ngô Đình Diệm bằng cách chỉ huy các chiến dịch quân sự tiêu diệt tổ chức Bình Xuyên và giải tán lực lượng vũ trang giáo phái Hòa Hảo. Chiến thắng trong các trận chiến đường phố giúp ông trở nên nổi tiếng trong dân chúng và được Diệm tin cậy, mặc dù về sau ông bị điều chuyển sang vị trí ít quyền lực nhằm ngăn ngừa nguy cơ thách thức chính trị.
Đến năm 1963, trong bối cảnh khủng hoảng Phật giáo và sự bất mãn ngày càng gia tăng trong quân đội, Dương Văn Minh trở thành người lãnh đạo cuộc đảo chính lật đổ Ngô Đình Diệm. Ngày 2 tháng 11 năm 1963, sau khi bị bắt, Diệm cùng em trai là Ngô Đình Nhu bị sát hại, và bản thân Dương Văn Minh đã bị cáo buộc là đã ra lệnh cho phụ tá Nguyễn Văn Nhung thực hiện vụ ám sát. Sau vụ đảo chính, Dương Văn Minh đứng đầu chính quyền quân sự mới trong vòng ba tháng, nhưng bị đánh giá là một nhà lãnh đạo thiếu quyết đoán và không hiệu quả, trong khi Mặt trận Dân tộc Giải phóng miền Nam Việt Nam gia tăng hoạt động khiến uy tín của chính quyền bị suy giảm nhanh chóng. Tháng 1 năm 1964, Nguyễn Khánh cùng các tướng lĩnh đồng minh tiến hành đảo chính, buộc Dương Văn Minh phải rút lui vào vai trò quốc trưởng danh nghĩa và sau đó lưu vong. Sau thời gian dài vắng bóng trên chính trường, ông trở lại Việt Nam năm 1971 để thách thức Tổng thống Nguyễn Văn Thiệu trong cuộc bầu cử tổng thống, nhưng rút lui khi nhận thấy cuộc bầu cử đã bị thao túng.
Trong giai đoạn cuối cùng của chiến tranh, Dương Văn Minh chủ trương xây dựng một "lực lượng thứ ba", tin rằng Việt Nam có thể thống nhất qua thương lượng thay vì đối đầu quân sự toàn diện. Tuy nhiên, kế hoạch này không được chấp nhận trong bối cảnh chính trị miền Nam. Tháng 4 năm 1975, trước nguy cơ Sài Gòn thất thủ, Dương Văn Minh được Quốc hội Việt Nam Cộng hòa yêu cầu đảm nhận chức vụ Tổng thống ngày 28 tháng 4, chỉ hai ngày trước khi ông tuyên bố đầu hàng để tránh tiếp tục đổ máu vô nghĩa. Sau chiến tranh, Dương Văn Minh không bị đưa đi cải tạo như nhiều sĩ quan cấp cao khác và sống ẩn dật tại Sài Gòn. Năm 1983, ông được phép xuất cảnh sang Pháp để sống cùng con cái, sau đó định cư tại California, Hoa Kỳ, cho đến khi qua đời tại đây vào năm 2001.

## Thiếu thời
Dương Văn Minh sinh ngày 16 tháng 2 năm 1916 tại tỉnh Mỹ Tho, vùng Đồng bằng sông Cửu Long, trong một gia đình trung nông khá giả. Cha ông từng giữ một chức vụ cao trong Bộ Tài chính của chính quyền thuộc địa Pháp. Gia đình Dương Văn Minh theo đạo Phật, sống theo lễ giáo và nề nếp truyền thống. Bản thân ông cũng là một Phật tử thuần thành, được đánh giá là người "có tâm, ăn nói điềm đạm, ôn tồn và chất phác", những phẩm chất cá nhân này đã ảnh hưởng rõ nét đến phong cách lãnh đạo và hành xử chính trị của ông trong suốt sự nghiệp. Gia đình ông gồm bảy anh chị em, bốn trai và ba gái; Dương Văn Minh là con trai trưởng. Trong số các anh em của ông, Dương Văn Nhựt đã gia nhập Việt Minh từ trước Cách mạng Tháng Tám năm 1945 và tiếp tục chiến đấu trong suốt hai cuộc chiến chống Pháp và chống Mỹ, sau này trở thành Đại tá Quân đội Nhân dân Việt Nam. Em trai thứ năm, Dương Thanh Sơn, theo chân ông và trở thành sĩ quan trong Quân lực Việt Nam Cộng hòa.
Thuở nhỏ, Dương Văn Minh theo học tại trường Collège de Mytho (nay là Trường Trung học phổ thông Nguyễn Đình Chiểu), sau đó lên Sài Gòn học tiếp tại Collège Chasseloup-Laubat (nay là Trường Trung học Lê Quý Đôn), cùng lớp với Trần Văn Đôn. Trong thời gian này, ông nổi tiếng trong giới học sinh với biệt danh "Minh Cồ" nhờ thể hình to lớn, vạm vỡ. Năm 1938, ông tốt nghiệp với văn bằng Tú tài toàn phần Pháp (Part II). Sau đó, ông được bổ dụng làm Công chức thuộc ngạch Thư ký Hành chính, công tác tại Sài Gòn. Bên cạnh học vấn, ông cũng bộc lộ năng khiếu và niềm đam mê thể thao từ khi còn trẻ.

## Binh nghiệp

### Quân đội Thuộc địa và Liên hiệp Pháp
Năm 1939, Dương Văn Minh nhập ngũ vào Quân đội Thuộc địa Pháp, mang số quân 36/100.225. Ngày 9 tháng 1 năm 1940, ông được gửi theo học khóa 1 tại Trường Sĩ quan Thủ Dầu Một (đặt tại Phú Lợi). Đầu năm 1941, ông tốt nghiệp với cấp bậc Chuẩn úy Bộ binh. Cũng trong năm 1940, ông nằm trong số 50 sĩ quan người Việt hiếm hoi được chính thức phong hàm sau khóa đào tạo tại trường võ bị ở Pháp.
Khi Đế quốc Nhật Bản tiến hành cuộc đảo chính lật đổ chính quyền Pháp tại Đông Dương vào ngày 9 tháng 3 năm 1945, ông đang phục vụ tại Cap Saint Jacques (Vũng Tàu ngày nay). Ông bị Nhật bắt giữ và giam tại khám Catinat ở Sài Gòn. Trong thời gian bị tra tấn bởi Kempeitai (Hiến binh Nhật), ông bị nhổ gần hết răng, chỉ còn lại một chiếc duy nhất — một vết tích mà về sau ông xem là biểu tượng cá nhân cho tinh thần kiên cường và bất khuất. Tuy nhiên, theo bài viết "Hồ sơ tướng Dương Văn Minh" của tác giả Phạm Văn Hùng đăng trên Tạp chí Hồn Việt, số 11, năm 2008 thì sau khi Cách mạng tháng Tám năm 1945 thành công, Dương Văn Minh tham gia lực lượng vũ trang cách mạng chống Pháp. Tuy nhiên, khi Pháp quay trở lại Đông Dương lần thứ hai, gia đình ông đã phải tản cư về Chợ Đệm (Tân An). Trong một lần trở về thăm nhà, do đơn vị của ông đã rút đi trước đó và không kịp liên lạc lại, Dương Văn Minh rơi vào tình thế bị cô lập và bị quân Pháp bắt. Trước sức ép và hoàn cảnh bị giam giữ, ông bị buộc phải tái gia nhập quân đội Pháp.
Năm 1946, Dương Văn Minh tái phục vụ trong Trung đoàn 11 Bộ binh thuộc lực lượng Pháp, giữ chức Trung đội trưởng. Hai tháng sau, ông được thăng cấp Thiếu úy. Đến giữa năm 1948, khi Quân đội Liên hiệp Pháp được thành lập trong khuôn khổ nỗ lực xây dựng lực lượng bản địa, Dương Văn Minh tiếp tục được thăng cấp Trung úy và đảm nhiệm chức vụ Đại đội trưởng trong Tiểu đoàn Bộ binh Việt Nam.

### Quân đội Quốc gia Việt Nam
Tháng 8 năm 1950, chuyển ngạch sang Quân đội Quốc gia mới thành lập, ông được thăng cấp Đại úy. Năm 1951, ông được chuyển sang Dinh Thủ hiến Nam Việt Thái Lập Thành, giữ chức vụ Chánh võ phòng, tháng 12 cuối năm ông được thăng cấp Thiếu tá tại nhiệm.
Đầu tháng 7 năm 1952, ông được cử làm Tham mưu trưởng Đệ nhất Quân khu Nam Việt dưới quyền Tư lệnh Quân khu là Đại tá Lê Văn Tỵ. Cuối năm, ông được cử đi du học lớp Tham mưu cao cấp tại Trường Tham mưu Paris sau khi bàn giao chức Tham mưu trưởng lại cho Thiếu tá Trần Văn Minh. Đầu năm 1953 mãn khóa học về nước tùng sự tại Bộ Tổng tham mưu Quân đội Quốc gia. Tháng 11 năm 1954, ông được thăng cấp Trung tá và được cử giữ chức Chỉ huy trưởng Phân khu Sài Gòn - Chợ Lớn.
Sau khi người Pháp thất trận Điện Biên Phủ, ông là một trong những sĩ quan cao cấp ủng hộ Thủ tướng Ngô Đình Diệm nắm quyền, loại trừ vai trò của Quốc trưởng Bảo Đại. Vì vậy ngày 1 tháng 5 năm 1955, ông được Thủ tướng Diệm cử làm Chỉ huy trưởng chiến dịch Bảo vệ Thủ đô Sài Gòn-Chợ Lớn, chống lại quân Bình Xuyên của tướng Lê Văn Viễn tại vùng Sài Gòn-Chợ Lớn và phụ cận. Ngày 5 tháng 5 ông được thăng cấp Đại tá tại nhiệm. Ngày 21 tháng 9 cùng năm, ông được Thủ tướng Diệm cử làm Tư lệnh Chiến dịch Hoàng Diệu, truy kích và tiêu diệt các lực lượng tàn quân Bình Xuyên của tướng Bảy Viễn.

### Quân đội Việt Nam Cộng hòa
Ngày 1 tháng 11 năm 1955, ông được tân Quốc trưởng Ngô Đình Diệm thăng cấp Thiếu tướng tại nhiệm. Đầu năm 1956, sau khi hoàn tất việc dẹp loạn Bình Xuyên, ông được cử giữ chức vụ Tư lệnh Chiến dịch Nguyễn Huệ rồi tiếp đến Chiến dịch Thoại Ngọc Hầu để bình định miền Tây, đánh dẹp Lực lượng Quân sự Giáo phái Hòa Hảo của các tướng Năm Lửa và Ba Cụt. Ngày 26 tháng 10, ông được Tổng thống Diệm chỉ định làm Tổng Chỉ huy cuộc duyệt binh mừng lễ kỷ niệm Đệ nhất Chu niên ngày Quốc khánh Đệ nhất Cộng hòa trên Đại lộ Trần Hưng Đạo, Sài Gòn. Ngày 8 tháng 12 cuối năm, ông được thăng cấp Trung tướng tại nhiệm.
Đầu năm 1957, ông được bổ nhiệm chức vụ Tư lệnh Quân khu Thủ đô. Từ tháng 7 đến tháng 11, ông có 3 lần hướng dẫn phái đoàn Quân sự du hành quan sát tại các Quốc gia Nhật Bản (12 tháng 7), Úc (1 tháng 9) và Hàn Quốc. Đầu tháng 8 năm 1958, bàn giao chức vụ Tư lệnh Quân khu Thủ đô lại cho Đại tá Nguyễn Văn Y để đi du học lớp Chỉ huy Tham mưu Cao cấp (khóa 58-2) tại Học viện Chỉ huy và Tham mưu Fort Leaveworth, Kansas, Hoa Kỳ với thời gian thụ huấn 16 tuần. Đầu tháng 1 năm 1959 mãn khóa học về nước, ông được giao cho chức vụ Tư lệnh tổng quát 3 Quân khu gồm: Quân khu Thủ đô, Quân khu 1 và Quân khu 5 (Đệ nhất và Đệ ngũ Quân khu).
Tuy nhiên, trong những năm sau đó, sự tín nhiệm của ông đối với Tổng thống Ngô Đình Diệm bị giảm sút. Ông lần lượt được bổ nhiệm vào các chức vụ không có thực quyền. Đầu năm 1960, ông được cử làm Tổng Thư ký Thường trực Bộ Quốc phòng. Qua đầu năm 1961, giữ chức vụ Tư lệnh Bộ Tư lệnh Hành quân tại Bộ Tổng Tham mưu, Phụ tá cho ông là Thiếu tướng Lê Văn Kim. Giữa năm 1962, ông được cử hướng dẫn Phái đoàn Quân sự du hành quan sát cuộc thao dượt Hải quân Liên phòng Đông Nam Á. Ngày 8 tháng 12, Bộ Tư lệnh Hành quân Bộ Tổng Tham mưu giải tán. Đầu năm 1963, ông được chuyển về Phủ Tổng thống giữ chức vụ Cố vấn Quân sự cho Tổng thống.

## Đảo chính 1963 và những thăng trầm sau đó

Trung tướng Dương Văn Minh, Chủ tịch Hội đồng Quân nhân Cách mạng

Vốn đã có bất mãn tồn tại, cộng thêm là một tín đồ Phật giáo, ông đã nhiều lần biểu hiện thái độ không hài lòng với những biện pháp trấn áp Phật giáo của Chính phủ Ngô Đình Diệm. Trong cuộc đảo chính ngày 1 tháng 11 năm 1963, ông đóng vai trò chính với cương vị Chủ tịch Hội đồng Quân nhân Cách mạng, cùng với các tướng Trần Văn Đôn, Lê Văn Kim, Mai Hữu Xuân, Đỗ Mậu...
Từ khi hai anh em Tổng thống Ngô Đình Diệm và Cố vấn Ngô Đình Nhu bị sát hại (ngày 2/11/1963), ông và các tướng tá đồng sự của ông không ai công khai thừa nhận mình có tham gia quyết định giết Tổng thống, có thể vì 2 lẽ:
- Việc sát hại Nguyên thủ đứng đầu Chính phủ như Tổng thống Diệm là hành động làm phản ở mức cao nhất, điều vượt quá sức tưởng tượng của nhiều quan chức Việt Nam Cộng hòa thời đó.
- Các tướng tá tham gia đảo chánh trong chừng mực nào đó hầu hết đều có mang ơn Tổng thống Diệm trên con đường thăng tiến binh nghiệp của mình, nhưng họ "bất đắc dĩ" phải hạ thủ là để "sát nhất miêu cứu vạn thử" (giết một con mèo để cứu muôn con chuột), và cần phải "nhổ cỏ tận gốc" đề phòng nhóm thân Tổng thống Diệm lưu vong ở nước ngoài sẽ có thể tái tập hợp lực lượng, kết hợp với ngoại quốc hoặc thành phần trong nước để tìm cách phục hồi quyền lực, trả thù nhóm đảo chính.

Tuy nhiên, chỉ 2 tháng sau, tướng Nguyễn Khánh cầm đầu Cuộc Chỉnh lý ngày 30 tháng 1 năm 1964 lật đổ Chính quyền Quân sự này và giành quyền cai trị Việt Nam Cộng hòa. Ông bị thất thế về chính trị, mặc dù vẫn được giữ chức vụ Quốc trưởng, với chức vụ này, ông là một trong 3 lãnh đạo Quốc gia cho chế độ được xưng là "Tam đầu chế":
- Quốc trưởng: Trung tướng Dương Văn Minh
- Thủ tướng: Trung tướng Nguyễn Khánh
- Tổng tư lệnh Quân đội: Đại tướng Trần Thiện Khiêm

Ngày 24 tháng 11 năm 1964, ông được Quốc trưởng Phan Khắc Sửu thăng cấp Đại tướng (cùng với tướng Nguyễn Khánh). Tháng 12 năm 1964, ông bị ép đi làm Đại sứ Việt Nam Cộng hòa tại Thái Lan thay thế Trung tướng Thái Quang Hoàng. Ngày 21 tháng 3 năm 1965, ông nhận được quyết định giải ngũ của Hội đồng Quân lực. Tuy nhiên, ông vẫn được giữ làm Đại sứ tại Thái Lan cho đến năm 1968 mới được Tổng thống Nguyễn Văn Thiệu cho hồi hương.
Năm 1971, ông trở lại chính trường để đối đầu với đương kim Tổng thống Nguyễn Văn Thiệu, người được Mỹ ủng hộ, trong cuộc tranh cử Tổng thống. Tuy được nhiều người cho rằng rất có thể ông là lãnh đạo của "Lực lượng thứ ba", có thể đàm phán hòa bình với quân Giải phóng để tránh việc chiến tranh tiếp diễn lâu dài, nhưng nỗ lực của ông đã bị Tổng thống Thiệu cản trở. Cuối cùng, ông đã rút ra khỏi cuộc tranh cử sau khi tuyên bố rằng cuộc bầu cử chỉ là "trò múa rối". Tổng thống Thiệu hiển nhiên tái đắc cử tổng thống năm đó do ông ta là ứng cử viên duy nhất, không phải cạnh tranh với bất kỳ đối thủ nào.

## Tổng thống cuối cùng của Việt Nam Cộng hòa
Ngày 21 tháng 4 năm 1975, Tổng thống Nguyễn Văn Thiệu tuyên bố từ chức, chuyển giao quyền lực cho Phó Tổng thống Trần Văn Hương trước khi di tản sang Đài Loan dưới danh nghĩa viếng tang Tưởng Giới Thạch. Trần Văn Hương, trong những ngày cuối cùng, đã nỗ lực tìm kiếm khả năng đàm phán hòa bình với Mặt trận Dân tộc Giải phóng miền Nam Việt Nam (MTDTGPMN). Tuy nhiên, sau khi các đề nghị của ông bị từ chối, Trần Văn Hương tuyên bố từ chức. Ngày 27 tháng 4, khi Quân Giải phóng Miền Nam Việt Nam (QGPMNVN) mở đợt tổng tấn công vào Sài Gòn, trong phiên họp chung của Lưỡng viện Quốc hội, chức vụ Tổng thống Việt Nam Cộng hòa được nhất trí chuyển giao cho Dương Văn Minh. Ông tuyên thệ nhậm chức vào ngày hôm sau, với kỳ vọng — đặc biệt từ phía Pháp — rằng sẽ có thể dàn xếp một thỏa thuận ngừng bắn. Tuy nhiên, cũng có nhận định rằng với tính cách mềm yếu và thiếu quyết đoán, Minh có thể dễ dàng bị các phe phái chi phối. Minh còn được biết đến với những mối liên hệ lâu dài với lực lượng cộng sản, đặc biệt em ruột của ông là một sĩ quan QGPMNVN, khiến một bộ phận kỳ vọng rằng ông có thể mở lại các cuộc đàm phán. Tuy nhiên, kỳ vọng này nhanh chóng tỏ ra phi thực tế: MTDTGPMN đang nắm ưu thế quân sự tuyệt đối và không có động cơ nào để thương lượng chia sẻ quyền lực.
Ngày 28 tháng 4, QGPMNVN tiến vào các khu vực ngoại vi Sài Gòn. Ngay khi Dương Văn Minh hoàn tất bài diễn văn nhậm chức, kêu gọi hai phe ngừng bắn và tiến hành thương thuyết, một phi đội năm chiếc A-37 (chiến lợi phẩm thu được từ Không lực Việt Nam Cộng hòa) đã tiến hành ném bom xuống căn cứ không quân Tân Sơn Nhứt. Khi Biên Hòa thất thủ, Tướng Nguyễn Văn Toàn, Tư lệnh Quân đoàn III, tháo chạy về Sài Gòn, báo cáo rằng giới lãnh đạo quân sự Nam Việt Nam đã gần như hoàn toàn chấp nhận thất bại. Việc Dương Văn Minh lên nắm quyền được xem là tín hiệu cho những sĩ quan không muốn đầu hàng: họ hoặc tìm cách rời đi, hoặc chọn tự sát.
Trong nỗ lực cuối cùng nhằm tìm kiếm sự hỗ trợ quốc tế, sáng ngày 28 tháng 4, tướng tình báo Pháp François Vanussème đã đề nghị Dương Văn Minh kêu gọi Trung Quốc can thiệp quân sự để cứu vãn tình hình. Một nhân viên ngoại giao Trung Quốc cũng gợi ý rằng QLVNCH nên cố thủ tại Vùng 4 Chiến thuật, hứa hẹn Trung Quốc sẽ tấn công biên giới phía Bắc Việt Nam để tạo áp lực ép Hà Nội rút quân. Bản thân Dương Văn Minh, vốn đã được Ban Binh vận Trung ương Cục miền Nam thông qua em trai là Dương Thanh Nhựt và gia đình thuyết phục từ trước, đã từ chối rằng: "Tôi cảm ơn thiện chí của ông, nhưng trong đời tôi, tôi đã từng làm tay sai cho Pháp, rồi tay sai cho Mỹ, đã quá đủ rồi. Tôi không thể tiếp tục làm tay sai cho bên thứ ba."
Các đơn vị quân QGPMNVN tiến sâu vào nội thành Sài Gòn mà gần như không gặp phải sự kháng cự nào đáng kể. Ngoại trừ vùng Đồng bằng sông Cửu Long, nơi QLVNCH còn duy trì được tổ chức tác chiến, phần lớn các đơn vị miền Nam đã tan rã. Gần 5 giờ sáng ngày 30 tháng 4, Đại sứ Hoa Kỳ Graham Martin được trực thăng di tản khỏi nóc Đại sứ quán Hoa Kỳ; đến 7 giờ 53 phút, những lính Thủy quân lục chiến Hoa Kỳ cuối cùng cũng rời khỏi Sài Gòn. Lúc 10 giờ 24 phút sáng cùng ngày, theo lời khuyên của Chuẩn tướng Nguyễn Hữu Hạnh, Dương Văn Minh lên sóng Đài phát thanh Sài Gòn, ra lệnh cho toàn bộ lực lượng Nam Việt Nam ngừng bắn và tuyên bố đầu hàng vô điều kiện:
Đường lối, chủ trương của tôi là hòa giải và hòa hợp dân tộc để cứu sanh mạng đồng bào. Tôi tin tuởng sâu xa vào sự hòa giải người Việt Nam để khỏi phí phạm xương máu người Việt Nam […] Chúng tôi ở đây chờ gặp Chánh phủ Cách mạng lâm thời Cộng hòa miền Nam Việt Nam để cùng nhau thảo luận bàn giao chánh quyền trong vòng trật tự , tránh sự đổ máu vô ích cho đồng bào
Theo lời kể của Chuẩn tướng Nguyễn Hữu Hạnh, Dương Văn Minh không có ý định rút quân về Đồng bằng sông Cửu Long để tiếp tục chiến đấu, mà mong muốn chấm dứt chiến tranh bằng con đường hòa bình.
Khoảng giữa trưa, một chiếc xe tăng Bắc Việt đã húc đổ cổng Dinh Độc Lập. Khi các binh sĩ tiến vào, Dương Văn Minh và nội các đang ngồi chờ sẵn tại phòng họp. Dương Văn Minh phát biểu: "Tôi chờ các ông tới để bàn giao chính quyền". Tuy nhiên, Đại tá Bùi Văn Tùng, chỉ huy lực lượng tiếp quản, đáp lại: "Các ông đã không còn gì để bàn giao. Thay mặt Cách mạng, tôi đề nghị ông ra lệnh đầu hàng vô điều kiện để tránh đổ máu không cần thiết." Buổi chiều cùng ngày, Dương Văn Minh tiếp tục lên sóng phát thanh tuyên bố: "Tôi tuyên bố chính quyền Sài Gòn từ trung ương đến địa phương phải giải tán hoàn toàn. Từ trung ương đến địa phương trao lại cho Chính phủ Cách mạng lâm thời miền Nam Việt Nam."
Sau đó, Dương Văn Minh được phía cách mạng mời làm việc, nhưng không bị bắt giam hay trừng phạt nặng. Sau vài ngày, ông được phép trở về sinh sống tại tư gia — điều hiếm hoi so với phần lớn sĩ quan và công chức Việt Nam Cộng hòa, nhiều người bị đưa đi cải tạo. Trong tám năm tiếp theo, Dương Văn Minh sống ẩn dật, dành thời gian chăm sóc chim cảnh và trồng lan quý hiếm. Các nhà quan sát nhận định rằng Hà Nội quyết định không can thiệp sâu vào cuộc sống của ông, với điều kiện ông giữ thái độ im lặng và không tham gia hoạt động chính trị trong giai đoạn mới.

### Sau 1975
Sau ngày 30 tháng 4, ông không phải đi cải tạo và sống tại Sài Gòn. Ông còn được mời làm cố vấn cho Chính phủ mới. Có hình ảnh cho thấy ông thường xuyên đi bầu cử như một công dân chế độ mới.
Tháng 10 năm 1981, chính quyền Việt Nam cho phép ông được xuất cảnh sang Pháp chữa bệnh và đoàn tụ gia đình. Năm 1988, ông chuyển sang Hoa Kỳ, sống với vợ chồng người con gái tại Pasadena, California và định cư luôn tại đây.
Ngày 9 tháng 8 năm 2001, ông qua đời tại nơi định cư, hưởng thọ 85 tuổi.

## Huy chương
- Bảo quốc Huân chương đệ Nhất đẳng (ân thưởng).
- Nhiều Huy chương quân sự, dân sự của Việt Nam Cộng hòa và Đồng minh.

## Nhận xét
Con trai của ông, Dương Minh Đức, trong một buổi phỏng vấn đã nói về cha mình:
"Tôi rất yêu quý ba tôi… Thứ nhất, ông là vị tướng sống trong sạch, không chấp nhận chuyện tham nhũng; thứ hai, trong nguyên tắc tìm giải pháp hòa bình cho đất nước Việt Nam, theo ông phải do chính người Việt Nam tự giải quyết. Tôi hiểu quan điểm của ba tôi luôn đặt dân tộc và sinh mệnh nhân dân trên hết. Chính vì vậy, ông không ngại đứng ra đảm nhận vai trò Tổng thống trong buổi hoàng hôn của một chế độ…. Ba tôi là người luôn chủ trương hòa giải, hòa bình dân tộc và ông đã bác bỏ ý kiến của một số người yêu cầu "tử thủ" Sài Gòn. Tôi tin rằng đây là quan điểm xuyên suốt trong cuộc đời chính trị của ông "yêu nước trước hết là phải cứu dân"" (theo tạp chí Hồn Việt, 1.6.2009).
Theo cựu dân biểu Dương Văn Ba, một người thân cận từng ở nhờ thời gian khá dài trong tư gia của tướng Dương Văn Minh thì ông Minh là "loại người trầm lắng, suy tư dù gốc của ông là một quân nhân. Triết lý của ông là triết lý trầm lắng của Phật giáo, ông không đua chen, không sân si; ông thuộc vào loại thấy đủ biết đủ, thấy nhàn biết nhàn. Đó là một loại triết lý pha lẫn giữa Phật giáo và Lão giáo. Ông sống khá bình dị, hòa mình với mọi người, đa số bạn bè bà con đều thương ông."

## Gia đình
Thân phụ là Dương Văn Mâu (tức Dương Văn Mau, nguyên danh là Dương Văn Huề), cựu công chức Hành chính, tùng sự tại dinh Phó soái Nam Kỳ, hàm Đốc phủ sứ. Thân mẫu của ông là Phan Xuân Lý. Dương Văn Minh là con trai trưởng trong gia đình, "Anh Hai" theo cách gọi miền Nam), sau ông còn có 3 em trai và 3 em gái.
Ông có hai bào đệ là:
- Dương Thanh Nhựt (tức Dương Văn Nhật), sinh năm 1918. Nguyên là Đại tá Quân đội Nhân dân Việt Nam, người đã vận động anh mình (tướng Minh) không bắt tay với Trung Quốc mà đầu hàng. Mất năm 1999 tại Thành phố Hồ Chí Minh.
- Dương Thanh Sơn, sinh năm 1924, tốt nghiệp Võ bị Đà Lạt K6. Nguyên Đại tá Quân lực Việt Nam Cộng hòa, Trưởng phòng Truyền tin Bộ Tư lệnh Biệt khu Thủ đô.

Vợ ông là Trần Thị Lang, ông bà có ba người con (2 trai, 1 gái):
- Dương Thị Xuân Mai (Phu quân: Nguyễn Hồng Đài, sinh năm 1931, tốt nghiệp Võ khoa Thủ Đức K1. Sau cùng là Đại tá Trưởng khối Kế hoạch của Tổng cục Tiếp vận. Hiện cùng gia đình định cư ở Hoa Kỳ).
- Dương Minh Đức (định cư ở Pháp).
- Dương Minh Tâm (định cư ở Pháp).